# Doratura iblea
Doratura iblea är en insektsart som beskrevs av D'urso 1983. Doratura iblea ingår i släktet Doratura och familjen dvärgstritar. Inga underarter finns listade i Catalogue of Life.